# Iowa Stars (CHL)
Gli Iowa Stars sono stati una squadra di hockey su ghiaccio della con sede nella città di Waterloo, nello Stato dell'Iowa. Nacquero nel 1969 e disputarono la Central Hockey League fino al loro scioglimento giunto nel 1970; nel loro anno di esistenza furono affiliati ai Minnesota North Stars.

## Storia
Dopo la fine dell'epoca delle Original Six nel 1967 nacquero sei nuove franchigie in National Hockey League fra cui i Minnesota North Stars. Per poter avere giocatori disponibili in caso di bisogno l'organizzazione dei North Stars creò quello stesso anno un farm team in Central Hockey League, i Memphis South Stars.
Dopo due stagioni la squadra si trasferì più a nord avvicinandosi al Minnesota; come sede fu scelta Waterloo nell'Iowa e la squadra assunse il nome di Iowa Stars. Nell'unica stagione di vita raggiunsero la finale dell'Adams Cup, perdendo però la serie 4-1 contro gli Omaha Knights.
Trentacinque anni dopo la fine della franchigia nel 2005 nacque una squadra omonima nell'American Hockey League ma con sede nella capitale Des Moines.

### Affiliazioni
Nel corso della loro storia i Memphis South Stars sono stati affiliati alle seguenti franchigie della National Hockey League:
- Minnesota North Stars: (1969-1970)

## Record stagione per stagione
| Iowa Stars |     |    |    |    |    |    |     |     |    |                                                          |
| 1969-1970  | CHL | 70 | 35 | 26 | 11 | 81 | 252 | 232 | 2° | vince semifinali (Tulsa) 4-2 perde Adams Cup (Omaha) 1-4 |

## Record della franchigia

### Carriera
Gol: 36  Mike Chernoff
Assist: 39  Mike Chernoff
Punti: 75  Mike Chernoff
Minuti di penalità: 331  Dennis O'Brien
Partite giocate: 72  Dennis O'Brien